# Nadeschda Filipowa
Nadeschda Filipowa oder Nadija Filipowa (bulgarisch Надия Филипова; * 19. Oktober 1959) ist eine ehemalige bulgarische Steuerfrau im Rudern, die 1980 eine olympische Silbermedaille im Vierer mit Steuerfrau gewann.

## Sportliche Karriere
1979 belegte der bulgarische Vierer bei den Weltmeisterschaften 1979 den vierten Platz. Rumjana Paschewa, Rita Todorowa, Marijka Modewa, Rumjana Prisadowa und Steuerfrau Nadeschda Filipowa hatten im Ziel 3,4 Sekunden Rückstand auf die drittplatzierten Rumäninnen. Bei der olympischen Regatta 1980 gewann der bulgarische Vierer mit Ginka Gjurowa, Marijka Modewa, Rita Todorowa, Iskra Welinowa und Steuerfrau Nadeschda Filipowa die Silbermedaille mit anderthalb Sekunden Rückstand auf den DDR-Vierer und 0,17 Sekunden Vorsprung auf das drittplatzierte Boot aus der Sowjetunion.
Bei den Weltmeisterschaften 1981 steuerte Filipowa den Doppelvierer und belegte den fünften Platz. Zwei Jahre später belegte Filipowa bei den Weltmeisterschaften 1983 den sechsten Platz im Vierer mit Steuerfrau.